# Brug 344
Brug 344 is een houten ophaalbrug in Amsterdam-Noord.
De brug is gelegen over de Kerkelandersloot in het gehucht Ransdorp. Het is een verkleinde uitvoering van andere ophaalbruggen in het dorp, zie bijvoorbeeld brug 380 bij de toegang tot het plaatsje. Volgens zeggen is het de kleinste ophaalbrug in Amsterdam. Ze overspant "slechts" 2,40 meter en is "slechts" 2 meter breed. 
Toch hing het leven van de brug in 1930 aan een zijden draadje. Bewoners van Ransdorp wilden in verband met de toename van het verkeer de Kerkelandersloot dempen. Enkele andere dorpsbewoners namen het initiatief de sloot en dus de brug te behouden; zij wezen erop dat het verdwijnen van de sloot en brug nadelig zou zijn voor het typisch dorps karakter van Ransdorp. Burgemeester en wethouders van gemeente Amsterdam, die het gebied in 1921 hadden overgenomen stelden een onderzoek in, waarbij bleek dat demping het doorgaande verkeer nauwelijks zou versnellen en waren het tevens eens met degenen die de sloot en brug wilden behouden. De gemeente Amsterdam nam het onderhoud etc. over, mits de bewoners afstand deden van hun rechten op weggetje, bijbehorende berm en brug, alzo geschiedde. In 1939 herhaalde de kwestie zich, waarbij ook nog werd voorgesteld de sloot twee meter naar het westen te verleggen. De situatie bleef ongewijzigd. Vanaf die tijd werd een aantal werkzaamheden aan de brug verricht.  
In 1957 werd geconstateerd dat alle lapmiddelen hun werk goed hadden gedaan, maar dat het tijd was de brug te vervangen. Met name de bovenbouw was op. Het herstel was in dit geval eenvoudig. In de herstelwerkplaats van de Dienst der Publieke Werken aan de Nieuwe Uilenburgerstraat werden onderdelen voor die bovenbouw vervaardigd en vervolgens per vrachtwagen naar de plaats van bestemming gebracht. Ondertussen was de onderbouw geheel vernieuw, waarbij de bouwvakkers restanten aantroffen van funderingen van voormalige bruggen hier.

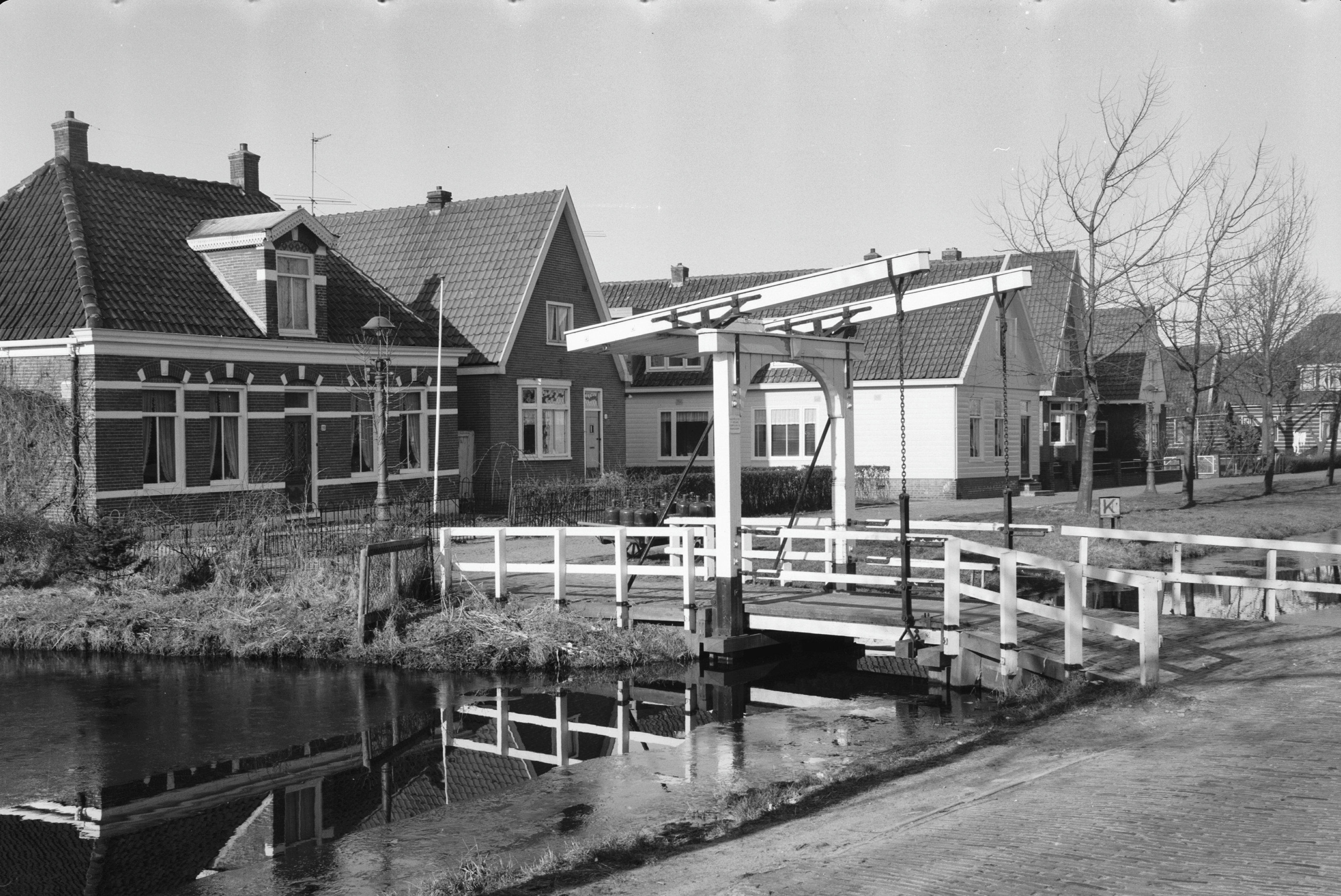
Brug 344 (1965)
Hameipoort komt nauwelijks boven eerste bouwlaag uit

<<< · 300 · 301 · 302 · 303 · 304 · 305 · 306 · 307 · 308 · 309 · 310 · 311 · 312 · 313 · 314 · 315 · 316 · 317 · 318 · 320 · 321 · 322 · 323 · 324 · 325 · 327 · 328 · 330 · 331 · 332 · 333 · 334 · 335 · 336 · 337 · 338 · 339 · 340 · 341 · 342 · 343 · 344 · 345 · 346 · 347 · 348 · 349 · 350 · 351 · 352 · 353 · 354 · 355 · 356 · 357 · 358 · 359 · 360 · 361 · 362 · 363 · 364 · 365 · 366 · 367 · 368 · 371 · 372 · 373 · 374 · 375 · 376 · 377 · 378 · 379 · 380 · 381 · 382 · 383 · 385 · 386 · 387 · 388 · 389 · 390 · 391 · 392 · 393 · 394 · 395 · 396 · 397 · 398 · 399 · >>>
Brugnummers 319, 326, 329 (tijdelijke duiker in de Ringspoordijk), 369, 370, 384 zijn niet (meer) vergeven.